# Falcké kurfiřtství
Falcké kurfiřtství (německy Kurfürstentum Pfalz, falcky Kurferschdendom Palz), zkráceně Kurfalc (německy Kurpfalz, ve starších pramenech Churpfalz = „Wahlpfalz“), je historické státoprávní označení pro Falcké hrabství na Rýně (Pfalzgrafschaft bei Rhein) neboli Rýnského falckého hrabství (Rheinische Pfalzgrafschaft) pro období od roku 1356, kdy mu byl Svatou říší římskou udělen kurfiřtský hlas. Státní útvar existoval v rámci Svaté říše římské do roku 1803 s hlavním městem provincie Heidelbergem, později Mannheimem.
Kurpfalz se v současné době používá také v užším smyslu pro region Kurpfalz, tzn. někdejší falcká území v okolí Heidelberku a Mannheimu.

## Historie

Rýnská Falc v roce 1329

Kurfalc v roce 1505

Vyvinulo se z rýnsko-lotrinského Falckého hrabství a rozkládalo se od pozdního středověku v rozsahu středního Horního Porýní – Oberrheinu. Kurfalc bylo území s ne zcela geograficky nebo samosprávně jasnými hranicemi, byla to pestrá mapa malých území. Jádro Falckého kurfiřtství se rozkládalo na obou březích Rýna od Hunsrücku na severozápadě až k východnímu výběžku Odenského lesa (Odenwaldu) u Mosbachu a území jižního Kraichgau kolem Brettenu, Knittlingenu a kláštera Maulbronnu.
Panovník Kurfalce se nazýval falckrabě (Pfalzgraf) na Rýně. Ti již od 12. století, nejpozději pak od roku 1198, patřili mezi kurfiřty Římské říše. Od stejné doby příslušel falckrabím na Rýně také úřad říšského arcistolníka (arcitruchsas) a říšský vikář pro porýnské země a území franského a švábského práva, tedy západní části říše. Ve Zlaté bule byl stav falckrabích na Rýně stanoven jako jeden ze sedmi voličů krále/císaře.
Kurfalc patřila k nejvýznamnějším světským územím Staré německé říše. Ve století náboženské reformace byla Kurfalc jednou z nejaktivnějších a vedoucích protestantských sil v říši. Kurfiřt Fridrich V. Falcký dokonce na čas získal českou královskou korunu, čímž získal přídomek Zimní král. Jeho neúspěšné „české dobrodružství“ mělo za následek rozpoutání třicetileté války a zároveň bylo zlomovým bodem dějin Kurfalce. Země na desítky let upadla do cizího područí a byla jako dějiště četných válečných operací opětovně vyrabována a vylidněna. Dědičná vláda falckých Witelsbachů byla sice ve vestfálském míru roku 1648 obnovena, území však již nedokázalo dosáhnout svého někdejšího významu. Další těžkou zkoušku pro zemi znamenalo dobyvačné válečné tažení francouzského krále Ludvíka XIV. při realizaci své reunizace, zejména pak při devítileté válce (o falcké následnictví) v letech 1688 až 1697. Nakonec, v důsledku říšské mediatizace bylo teritorium Kurfalce rozděleno, čímž země zanikla. Někdejší kurfalcká území dnes leží ve spolkových zemích Bádensko-Württembersko, Porýní-Falc, Hesensko, Bavorsko (Obere Pfalz = Horní Falc / Oberpfalz), Sársko a dnes k Francii náležící region Alsasko.
O Kurfalci je možné hovořit teprve od zemského dělení z roku 1410, kdy byla Falc rozdělena na území, které zbylo při Kurlinii (hranici falckého říšského volebního teritoria), které bylo kvůli rozlišení nazýváno kurfürstliche Pfalz (kurfiřtská Falc) nebo Kurpfalz, a tři vedlejší země.

## Symbolika

znak:
znak Kurfalce v době Wittelsbachů
znak za Falcko-simmernské dynastie
znak za Falcko-simmernské dynastie
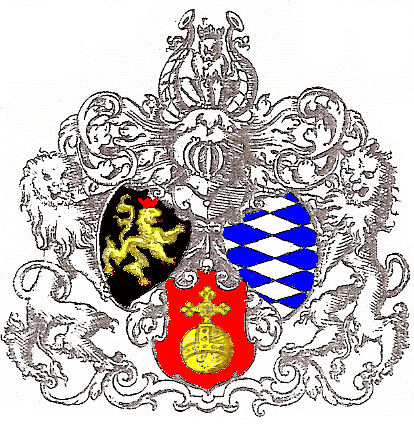
velký znak kurfiřtství z roku 1703

vlajky Kurfalce:
1329–1776 tradiční heraldická vlajka Rýnské Falce
varianta Wittelsbachů, kteří Rýnskou Falc získali v pol. 14. století
alternativní zástava se zemskými barvami (Landesfarben)
vlajka z roku 1604
1776–1789 (sloučení s Bavorskem)